# 트리오 타리아쿠리
트리오 타리아쿠리(Trio Tariacuri)는 멕시코에서 역사가 가장 오래된 음악 그룹이다. 미초아칸주의 멘도사 일가로 이루어졌으며, 1928년에 노르베르토, 헤로니모, 호안이 함께 노래를 부르기 시작하여 1933년에 트리오 타리아쿠리로 이름을 바꾸었다. 1939년 경에 멕시코시티로 진출하여 1948년에 《라조로나》로 크게 인기를 얻었다. 1957년에 탑 가수였던 호안 멘도사가 독립하여 솔로이스트가 되었으며, 그 후 멤버가 자주 바뀌었다. 호안이 있을 때의 이 트리오는 메리하리가 강한 드라마틱한 창법이 특징이며, 한때 그 이름을 크게 떨쳤다. 